# Georgische maneti
De Georgische maneti (Georgisch: მანეთი) was tussen 1919 en 1923 de munteenheid van de Democratische Republiek Georgië en de Georgische Socialistische Sovjetrepubliek. De munteenheid was onderverdeeld in 100 kapeiki (კაპეიკი, kapeiki), de Georgische variant op de Russische kopeke.

## Geschiedenis
Toen de Democratische Republiek Georgië in mei 1918 onafhankelijk werd, moest een nieuw monetair systeem en een munteenheid ingevoerd worden. In 1919 werd de Georgische maneti geïntroduceerd, die de eerste Transkaukasische roebel verving. De eerste biljetten kwamen vanaf 11 juli 1919 in circulatie en waren ontworpen door Iosif Charlemagne, Iakob Nikoladze, Dimitri Sjevardnadze en Jevgeni Lanceray. De bankbiljetten lieten Sint-Joris zien, die op een paard rijdt onder de maan, de sterren en de zon. De voorzitter van de regering Noë Zjordania en de minister van Financiën en Handel Konstantine Kandelaki stonden ook afgebeeld.
Er werd alleen papiergeld uitgegeven en de eerste reeks bestond uit biljetten van 50 kapeiki en 1, 3, 5, 10, 25, 50, 100 en 500 maneti. In 1920 kwam daar een biljet van 1.000 maneti bij, gevolgd door 5.000 maneti op 1 februari 1921, vlak voor de Sovjet-invasie van Georgië. Dit was nodig vanwege de oplopende inflatie.

### Georgische SSR

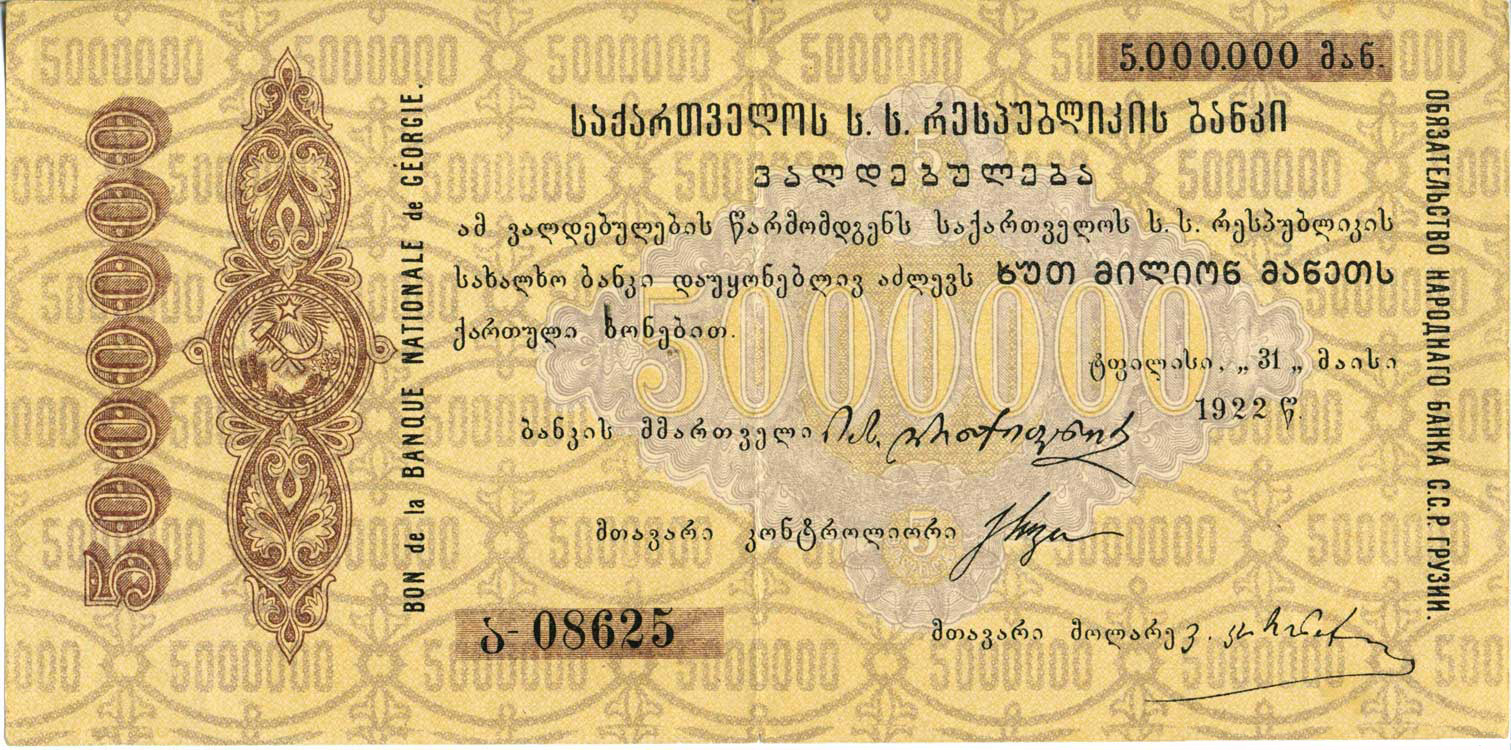
De inflatie liep in 1921 en 1922 zo uit de hand dat er coupures tot 5 miljoen maneti werden uitgegeven.

Na de Sovjet-annexatie van Georgië werd de maneti nog twee jaar aangehouden toen deze per decreet op 10 januari 1923 vervangen werd door de tweede Transkaukasische roebel. De wisselkoers werd gelijkgesteld. Georgië was inmiddels onderdeel geworden van de Transkaukasische Socialistische Federatieve Sovjetrepubliek die tot 1924 nog zijn eigen munteenheid had. Daarna werd de algemene Sovjet-roebel ingevoerd.
De inflatie liep na de Sovjet-annexatie in 1921 extreem op, waardoor naast de 5.000 maneti biljetten ook coupures met waardes van 10.000, 100.000, 500.000, 1 miljoen en 5 miljoen werden uitgegeven. Voor de sovjetisering van Georgië had de maneti nog een waarde van 2.000 tegenover de Gouden Roebel, een standaard van het Russische Rijk. In april 1921, twee maanden na de Sovjet-invasie, was dit al gezakt naar 7.700 en 57.500 aan het eind van 1921. Binnen een jaar kende de maneti een afwaardering van een factor 30.

### Emissie
In juli 1919 werd 3,75 miljoen maneti aan bankpapier verspreid. In de eerste volledige maand, augustus, was dit 60 miljoen, waarna dit in 1920 opliep naar ruim 1 miljard op maandbasis. In februari 1921, met de introductie van het 5.000 maneti-biljet werd een piek bereikt van 7,3 miljard. Door de inflatie liep dit op naar 29 miljard in december 1921.

## Valsmunterij

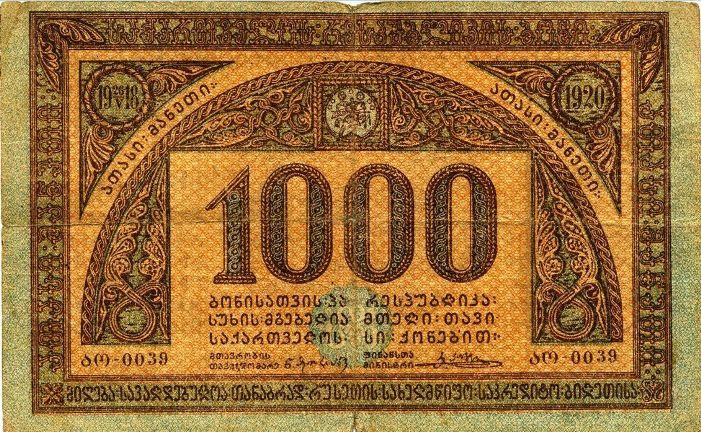
De 1.000 maneti coupures waren populair om te vervalsen.

De Georgische maneti was bij zijn introductie de sterkste munteenheid in de Transkaukasische regio en circuleerde in alle buurlanden. Dit trok zowel speculanten aan als valsmunters. In 1920 arresteerden de Georgische autoriteiten 33 personen vanwege de vervalsing van geld en documenten. Een andere factor die bijdroeg aan het op relatief grote schaal vervalsen was het gebruik van papier van lage kwaliteit en zonder watermerk. Slechts een klein deel werd gedrukt op papier met watermerk, dat over was van het Russisch Rijk, met name de coupures van de hoogste denominatie, 500 en 1.000 maneti.
Het probleem werd al in 1919 onderkend door de Georgische autoriteiten, maar de levering van Italiaans papier met watermerk kwam pas in het laatste kwartaal van 1920 op gang. De nieuwe bankbiljetten van 5.000 maneti werden op speciaal Italiaans papier gedrukt. De Georgische veiligheidsdienst maakte er een prioriteit van valsmunters op te sporen en hen strafrechtelijk te vervolgen met zware straffen. Zij vielen ook niet onder een algemene amnestie in 1920. De grondwetgevende vergadering van Georgië stelde levenslange gevangenisstraf voor vervalsers in.

### Falsificatie door de Tsjeka
Sovjet-Rusland deed tijdens de invasie in Georgië aan massa-falsificatie van 1.000 maneti biljetten. Deze werden in de Noord-Kaukasische steden Vladikavkaz en Nazran gedrukt en naar Georgië gebracht. Dit werd op 24 februari 1921, een dag voor de val van Tbilisi, in Georgische publicaties bekendgemaakt door het Georgische ministerie van Financiën. Zij deed hierin uitgebreid kond hoe de echte van de valse te onderscheiden.
Achter deze Russische operatie zat de Financiële Inlichtingendienst van Sovjet-Rusland, die deel uitmaakte van de Tsjeka, de bolsjewistische geheime dienst, met als doel de Georgische economie schade toe te brengen. De Georgische geheime dienst was tot op detail op de hoogte van deze operatie die lang voor de invasie van het Rode Leger gepland was.